# José Soler Casabón
José Soler Casabón   (Mequinensa, 31 d'agost de 1884 - París, 9 de març de 1964) va ser un destacat músic i compositor del segle xx.

## Biografia
Neix a Mequinensa, fill de Tomás Soler, comerciant de la localitat i d'Innocència Casabón, natural de Samper de Calanda. Durant la seva joventut resideix a Barcelona on realitza la seva formació com a músic. Amb tot just 15 anys ja elabora composicions per a violí i piano sobre melodies i poemes en llengua catalana. A més del piano, dominava la guitarra clàssica i era un excel·lent violinista. Allí també inicio una duradora i íntima amistat amb un altre aragonès que residia a la capital catalana, Pablo Gargallo.
Soler Casabón abandona Barcelona quan tenia 23 anys i s'instal·la en el número 3 de la rue Vercingétorix de Montparnasse a París. Durant aquell període parisenc, es va ocupar d'estudiar i compondre sonates, motets i fugides seguint la pauta de mestres com Antonio de Cabezón o Johan Sebastian Bach. A París, entra en contacte amb els artistes de les avantguardes i estableix relacions amistoses -i difícils a vegades- amb diferents artistes i escriptors del seu temps com Apollinaire, Reverdy, Picasso, Miró, Gris, Llorens Artigas o Princet. L'escriptor Pierre Reverdy va arribar a considerar que Soler Casabón era un dels éssers més intel·ligents i brillants que havia conegut.
Encara que era un excel·lent violinista, amb els seus amics preferia l'ús de la guitarra. Per poder disposar de recursos econòmics va col·laborar en diferents orquestres de cabaret. Tant a París com a Barcelona, s'allotjava al domicili del seu amic Gargallo. L'any 1914, va compondre l'Hiver sur les champs a la casa de Pablo Gargallo que va revisar i orquestrar en el 1915. L'any 1918 també va compondre també a la casa de l'escultor, Crépuscules i, l'any 1920, Diurnes, versió per a piano que, entre 1949 i 1950, va adaptar per a orquestra de cambra.
L'any 1917, Apollinaire va decidir crear un ballet basat en el seu poema: Le musicien de Saint Merry, que havia aparegut publicat en la seva obra Calligrammes. El poeta tenia previst que hi intervinguessin Picasso, Daghiliev i Soler Casabón en aquest espectacle. El mequinensà va compondre i va orquestrar la part musical. La mort d'Apollinaire, les repercussions provocades per les guerres i el canvi de funcions de diversos directius de l'Opera de París, van ser els obstacles que van impedir la seva estrena.
En 1920, va iniciar una convivència amb una dona anomenada Lily, encara que el caràcter del músic no era el més idoni per facilitar les relacions. Durant els pocs anys del seu matrimoni va estar pràcticament desaparegut i amb prou feines va mantenir contacte amb els seus amics. A partir de 1925, reapareix a Alemanya com a violinista a una orquestra zíngara. Se sap que en 1926, Soler Casabón visita a Reverdy en la seva residència de Solesmes, on acompanyat de les seves partitures escoltava els cants gregorians dels benedictins de l'abadia de Solesmes. El músic havia aconseguit realitzar alguns estalvis que va invertir en borsa i va perdre en el crack de 1929.
Quan el Front Popular va triomfar a França l'any 1936, Soler Casabón es va traslladar novament a Mequinensa, on alguns veïns recorden haver-ho vist tocant el seu violí a l'antic passeig sobre el riu Ebre. És possible que la seva proximitat amb les idees dels moviments obrers de l'Espanya republicana el fes retornar a França a principis de 1939. De fet, una idea seva era posar en pràctica a uns terrenys de Mequinensa una reforma agrària de concepció moderna que preveia compartir cultius, ampliar el nombre de collites anuals i instaurar cries racionals de cabres.
En passar la frontera francesa, va ser internat en el Camp de Concentració d'Argelers. Magalí, la vídua de Pablo Gargallo, va escriure a la seva filla Pierrette que estava a París perquè realitzés gestions per alliberar "el músic de Mequinensa" i li va demanar que al costat de Josep Llorens Artigas anessin a veure a Picasso per demanar-li ajuda. Picasso va ser absolutament reticent a prestar cap ajuda a Soler Casabón.
Soler Casabón va poder sortir del camp de concentració gràcies a les gestions de Magalí Gargallo i de l'esposa del professor Soula. Probablement va ser traslladat al camp d'Agdé i poc després alliberat. Va ser acollit a Ceret pel pintor Pierre Brune, sortint posteriorment cap a Tolouse. Amb l'arribada de la Segona Guerra Mundial, projecta traslladar-se a Veneçuela. El dia 1 de juny va escriure a Picasso sol·licitant-li 20.000 francs per poder desplaçar-se al país sud-americà. La carta va arribar a la parisenca casa del pintor quan els alemanys procedien a requisar-la. És de suposar que la falta de mitjans econòmics van impedir la seva marxa a Veneçuela..Soler Casabón va viure, durant aquest nou període bèl·lic, sota la protecció de l'artista i gravador jueu-alemany, Albert Mentzel (conegut com a Flocon). Durant aquesta etapa es perden les traces del músic.
Les seves vivències en ambdues guerres, l'espanyola i la mundial, fan que Soler Casabón trenqui amb els moviments estètics de principis del segle XX i que es dirigeixi cap a un modernisme més radical. La seva reorientació estilística pansa, segons Damien Top, per l'exploració d'un sistema que va denominar “comático”. De fet es tractava d'una divisió de l'escala musical en quarts de to en lloc de tons i semitons seguint un mètode propi de signes. El compositor es va precipitar dins de les avantguardes musicals amb aquest sistema demostrant que l'autor coneixia Schonberg i perfectament a Debussy i Stravinski.
Soler Casabón va viure els seus últims anys dins en una extremada pobresa. Després de ser atropellat per un cotxe, la seva situació física va quedar molt disminuïda, amb prou feines podia parlar i escriure. L'any 1961 va signar una demanda de penúria econòmica. Després d'un defalliment, va ser ingressat en l'Hospice de Villejuif. Moria el 9 de març de 1964. Els seus veïns de la rue Arsonval, desconeixent el valor d'algunes de les seves pertinences, van començar a destruir-les. Gràcies a l'oportuna intervenció del pintor Joly i de la seva esposa, la compositora Suzanne Joly, es van poder salvar alguns documents i partitures, tres discos Pyral –únic testimoni existent de la veu de Soler Casabón– i la partitura de l'orquestra i els manuscrits de Le Musicien de Saint-Merry que, amb una admirable cal·ligrafia, havia escrit el compositor mequinensà.

## Música cinematogràfica
Soler Casabón va compondre també per al setè art. En la pel·lícula "Le Picador" apareixen dues composicions seves, La simbomba i Li vitoz amb lletra d'H. d'Astier i interpretades per Jean Mauran, baríton de l'Opera de París. D'aquestes cançons, així com d'altres seves dedicades a acompanyar diferents pel·lícules com "Li chant du Picador", "En Andalousie" o "Viva Vicente", no s'ha conservat cap registre.
Després de l'any 1939, Soler Casabón va entrar en contacte amb Gilbert Cohen-Seat, president de la Maitrise artisanale de l'Industrie Cinématographique i, més tard, director del Institute de Filmographie de l'Université de Paris. L'any 1945, Jean Castagnier –en realitat es tractava del català Joan Castanyer– va dirigir a París el film Gitanes d'Espagne, de Melchior Front, produït per Pierre Braunberger, en el qual va col·laborar el propi José Soler Casabón al costat de Francisco Gil i José Santos.

## Poemes
Soler Casabón va publicar, amb el títol de Fonds perdu, 43 poemes en francès relatius a dues diferents etapes: 1912- 1920 i 1932-1939. Aquesta obra, dedicada al professor Camille Soula i a Qui m’aviez accordé quelque crédit…, va ser estampada, a partir d'un manuscrit del músic, el 23 de desembre de 1939. Una edició numerada, limitada a 34 exemplars, 30 en paper de palla i 4 H.C. (Hors commerce), en paper de tela. El mes de maig de 1940, va enviar diversos exemplars als seus amics; el núm. 2 el va dedicar "à mon grand ami Pierre Reverdy".
Mequinensa, la seva població natal, va redescobrir en 2009 la figura de José Soler Casabón amb motiu del 125 aniversari del seu naixement. Per a això es va oferir un concert amb part de les seves partitures recuperades que es va viure amb gran entusiasme entre els veïns de la localitat. Una de les peces interpretades va ser Li musicien de Saint Merry en la versió de 1917 a dos pianos, que per pimera vegada s'interpretava així a Espanya. cal recordar que aquest havia estat un dels grans projectes de Soler Casabón que va estar a punt de realitzar-se durant les seves estades a la capital parisenca. Van acompanyar el concert L'hiver sur les champs, estrena absoluta d'una peça composta durant la I Guerra Mundial a Barcelona, així com Nocturne i Crépuscles compostes també quan convivia amb la família Gargallo.